# Badminton World Cup 1990
Der Badminton World Cup 1990 fand in Bandung und Jakarta statt. Die Gruppenphase wurde im GOR Bandung ausgetragen. Das Finale fand anschließend im Istora Senayan in Jakarta statt.

## Sieger und Platzierte
| Disziplin    | Gold                         | Silber                               | Bronze                              |
| ------------ | ---------------------------- | ------------------------------------ | ----------------------------------- |
| Herreneinzel | Wu Wenkai                    | Zhao Jianhua                         | Yang Yang                           |
| Herreneinzel | Wu Wenkai                    | Zhao Jianhua                         | Ardy Wiranata                       |
| Dameneinzel  | Sarwendah Kusumawardhani     | Susi Susanti                         | Tang Jiuhong                        |
| Dameneinzel  | Sarwendah Kusumawardhani     | Susi Susanti                         | Huang Hua                           |
| Herrendoppel | Jalani Sidek Razif Sidek     | Rudy Gunawan Eddy Hartono            | Li Yongbo Tian Bingyi               |
| Herrendoppel | Jalani Sidek Razif Sidek     | Rudy Gunawan Eddy Hartono            | Cheah Soon Kit Soo Beng Kiang       |
| Damendoppel  | Lai Caiqin Yao Fen           | Erma Sulistianingsih Rosiana Tendean | Chung So-young Hwang Hye-young      |
| Damendoppel  | Lai Caiqin Yao Fen           | Erma Sulistianingsih Rosiana Tendean | Eline Coene Erica van den Heuvel    |
| Mixed        | Rudy Gunawan Rosiana Tendean | Jan Paulsen Gillian Gowers           | Henrik Svarrer Gillian Clark        |
| Mixed        | Rudy Gunawan Rosiana Tendean | Jan Paulsen Gillian Gowers           | Aryono Miranat Erma Sulistianingsih |

## Finalergebnisse
| Disziplin    | Sieger                       | Finalist                             | Ergebnis          |
| ------------ | ---------------------------- | ------------------------------------ | ----------------- |
| Herreneinzel | Wu Wenkai                    | Zhao Jianhua                         | 15-6, 15-7        |
| Dameneinzel  | Sarwendah Kusumawardhani     | Susi Susanti                         | 11-5, 1-11, 12-11 |
| Herrendoppel | Jalani Sidek Razif Sidek     | Rudy Gunawan Eddy Hartono            | 14-17, 15-8, 15-7 |
| Damendoppel  | Lai Caiqin Yao Fen           | Erma Sulistianingsih Rosiana Tendean | 3-15, 15-10, 15-4 |
| Mixed        | Rudy Gunawan Rosiana Tendean | Jan Paulsen Gillian Gowers           | 11-15, 15-9, 15-3 |

## Halbfinalresultate
| Disziplin    | Sieger                               | Gegner                              | Ergebnis            |
| ------------ | ------------------------------------ | ----------------------------------- | ------------------- |
| Herreneinzel | Wu Wenkai                            | Yang Yang                           | 15-12, 15-9         |
| Herreneinzel | Zhao Jianhua                         | Ardy Wiranata                       | 15-10, 14-15, 18-16 |
| Dameneinzel  | Sarwendah Kusumawardhani             | Tang Jiuhong                        | 12-10, 6-11, 11-4   |
| Dameneinzel  | Susi Susanti                         | Huang Hua                           | 11-8, 1-11, 11-2    |
| Herrendoppel | Jalani Sidek Razif Sidek             | Li Yongbo Tian Bingyi               | 15-12, 15-3         |
| Herrendoppel | Rudy Gunawan Eddy Hartono            | Cheah Soon Kit Soo Beng Kiang       | 18-13, 18-13        |
| Damendoppel  | Lai Caiqin Yao Fen                   | Chung So-young Hwang Hye-young      | 12-15, 15-7, 15-10  |
| Damendoppel  | Erma Sulistianingsih Rosiana Tendean | Eline Coene Erica van den Heuvel    | 15-8, 15-9          |
| Mixed        | Rudy Gunawan Rosiana Tendean         | Henrik Svarrer Gillian Clark        | 15-11, 15-9         |
| Mixed        | Jan Paulsen Gillian Gowers           | Aryono Miranat Erma Sulistianingsih | 15-8, 15-4          |